# Ligue des familles (Belgique)
 (août 2018).
Si vous disposez d'ouvrages ou d'articles de référence ou si vous connaissez des sites web de qualité traitant du thème abordé ici, merci de compléter l'article en donnant les références utiles à sa vérifiabilité et en les liant à la section « Notes et références ».
La Ligue des familles est une ASBL belge francophone fondée en 1921. Elle a pour ambition de transformer la société dans le but de l'adapter aux réalités des familles et de faire émerger une société qui prend en compte les attentes des parents. Pour atteindre cet objectif, la Ligue des familles mène trois types d’action :
- L’action citoyenne et politique pour exercer une influence sur les normes législatives et sociales.
- L’information qui éclaire les familles, met en relation leurs expériences, propose de l’expertise sur les sujets qui permettent de mieux vivre la parentalité au quotidien, alimente le débat sur les sujets de société plus larges.
- Les services qui facilitent le quotidien des parents.

## Historique
Son origine remonte à 1921, lorsque des bienfaiteurs s'émeuvent des difficultés spécifiquement rencontrés par les familles nombreuses, dans une Belgique où les filets de protection sociale n'existent pas encore et où la révolution industrielle met en lumière un différentiel croissant entre classes sociales et une pauvreté plus importantes des familles nombreuses. La Ligue des familles a mené plusieurs combats importants.

### Entre 1921 et 1945
- Allocations familiales : Le premier combat phare de la Ligue des familles nombreuses aura pour objet l’octroi d’allocations familiales à tous les pères de famille ayant charge d’enfants. Le slogan d’alors est : « A travail et service égaux, niveau de vie égal pour toutes les familles, quel que soit le nombre d’enfants ». Après neuf ans de lutte, le combat débouche sur une victoire. La loi du 4 août 1930 instaure la création des allocations familiales, celle du 10 juin 1937 en étend bientôt l’accès aux indépendants.
- Logement : Avant guerre, le deuxième grand combat de la Ligue des familles nombreuses sera celui du logement, en particulier celui de la lutte contre « les taudis ». En 1929, la Ligue met en place le Fonds du Logement de la Ligue des Familles Nombreuses. Ce Fonds accordera des prêts, garantis ou non par hypothèques, et prendra en charge la reconstruction, l’agrandissement et l’achat d’habitations destinées à des familles composées de quatre enfants ou plus. L’ancêtre des actuels Fonds du logement bruxellois et wallon était né.
- Éducation : La Ligue s’intéresse également aux coûts de l’éducation avec, en 1925, la création d’une caisse de prêts – le Fonds des études – qui fournira aux parents de famille nombreuse une aide pour couvrir les frais liés aux études de leurs enfants.
- Mobilité : Enfin, avant guerre toujours, la Ligue obtiendra pour les familles nombreuses la mise en place d’un système de réduction de 50 à 75% pour les chemins de fer.

### Entre 1945 et 2000
- Le combat pour une fiscalité familiale : Pour une de ses revendications d’avant guerre, la Ligue n’avait pas obtenu satisfaction : la fiscalité. Ce sera chose faite en 1951, lorsque la loi Van Houtte institue pour la première fois des exonérations d’impôts pour enfants à charge. Cependant, cet abattement fiscal pour enfants à charge était proportionnel aux revenus et bénéfices des familles : les familles les plus aisées étaient donc avantagées. Il faudra attendre 1988, à la suite de la lutte menée cette fois par le parti socialiste, pour que cet abattement devienne forfaitaire, à la grande satisfaction de la Ligue. Un crédit d’impôt pour charge d’enfants sera finalement institué en 2001.
- Le combat pour l'école : En 1958, le pacte scolaire consacre le financement public de l’enseignement secondaire et la gratuité de ce niveau d’enseignement même si les parents doivent payer une série de frais scolaires complémentaires. Dès 1954, la Ligue des familles se saisit de la thématique du coût de la scolarité.
- Le combat pour les allocations familiales : En 1954, la Ligue préconise de coupler progressivité selon le rang et progressivité selon l’âge dans le calcul des allocations familiales, signe que le nombre d’enfants n’est plus compris comme le seul facteur à retenir. Les années passant, on voit donc émerger une conception des allocations familiales comme un « droit de l’enfant ». Cette idée nouvelle permet l’adoption de la loi du 20 juillet 1971 qui institue les prestations familiales garanties à tous les citoyens belges, sans référence à une activité professionnelle. La Ligue militera également pour une Allocation pour la mère au foyer dans les années 1950. Cette allocation était défendue « au nom de l’égalité entre homme et femme », considérant que la femme avait droit « au travail qui a ses préférences ».
- Le combat pour la représentation des familles : Une des grandes affaires de l’immédiat après-guerre est sans conteste la création de notre système de sécurité sociale. En ces temps de réforme, la Ligue, en tant que syndicat des familles, va mettre tout son poids dans la balance pour obtenir la représentation des mouvements familiaux dans les organes de gestion des allocations familiales. Un succès, malgré les réticences des partenaires sociaux traditionnels.
- Le combat pour une perception garantie des créances alimentaires : Dans les années 1970, la famille vit des bouleversements profonds : le nombre de divorces va croissant, les familles monoparentales et recomposées se multiplient. Le problème voit un début de solution en 2004, avec la création du Service des créances alimentaires (SECAL), censé apporter la solution au problème du non-paiement de contributions alimentaires aux enfants et de pensions alimentaires aux ex-conjoints, ainsi que d’offrir une aide à l’exécution de décisions judiciaires. Dans les faits, la création du SECAL est loin de répondre suffisamment à la problématique.

### Depuis 2000
La Ligue des familles structure son actions autour d'un certain nombre de revendications :
- La défédéralisation des d’allocations familiales : la Ligue des familles n’a pas souhaité cette défédéralisation, mais elle s'est battue pour que les nouvelles allocations familiales soient plus adaptées aux familles d’aujourd’hui et plus efficaces dans la lutte contre la pauvreté infantile. Car ces allocations sont un droit individuel pour chaque enfant, indispensables dans le budget des familles, en particulier les plus précaires. Les montants qui s’appliquent depuis 2020 en Wallonie et à Bruxelles sont fortement inspirés des propositions de la Ligue des familles
- Des congés qui améliorent véritablement la vie des parents en permettant une meilleure conciliation vie professionnelle, personnelle et familiale. La Ligue des familles demande un allongement du congé paternité pour atteindre une durée égale au congé maternité (15 semaines).
- Une réforme fiscale familiale : transformer la quotité exemptée d’impôts pour enfants à charge (avec un montant actuellement croissant en fonction du rang de l’enfant) en un crédit d’impôt forfaitaire par enfant (identique quel que soit le rang de l’enfant),
- Des places d’accueil de la petite enfance plus nombreuses, mieux réparties et plus accessibles
- Un enseignement réellement gratuit et adapté au rythme de l’enfant
- Un logement accessible et adapté pour toutes les familles
- Une politique de mobilité « pensée familles »
- Un fond universel de créances alimentaires par la mise en place d’un service automatique qui regroupe toutes les rentes alimentaires des enfants et ex-conjoints, sur base des jugements rendus par le Tribunal de la Famille.

## Services proposés
La Ligue des familles publie deux magazines :
- Le Ligueur des parents : Le magazine de la parentalité et de la citoyenneté qui propose des réponses à des questions essentielles pour accompagner les parents et faire bouger la société dans le bon sens.
- Le Ligueur et mon bébé : Le magazine qui accompagne les parents de la maternité à la maternelle. C'est une collection de 18 numéros actualisée chaque année.

La Ligue des familles organise également en Wallonie et à Bruxelles :
- Des bourses aux vêtements, aux jouets, aux vélos,
- Elle émet la carte de réduction transport pour les familles nombreuses,
- Propose des petites annonces,
- Propose des réductions à ses membres